# Phygadeuon akaashii
Phygadeuon akaashii är en stekelart som beskrevs av Tohru Uchida 1930. Phygadeuon akaashii ingår i släktet Phygadeuon och familjen brokparasitsteklar. Inga underarter finns listade i Catalogue of Life.